# Marcus Hellner
Carl Marcus Joakim Hellner (* 25. November 1985 in Lerdala, Gemeinde Skövde, Skaraborgs län) ist ein ehemaliger schwedischer Skilangläufer.

## Werdegang
Marcus Hellner lebt in Gällivare und startete für den örtlichen Verein Gellivare skidallians. Seine ersten internationalen Erfahrungen sammelte er bei Junioren- und FIS-Rennen. 2004 trat er in Stryn erstmals, jedoch noch ohne nennenswerte Ergebnisse, bei den Juniorenweltmeisterschaften an. In der Folgezeit lief er vor allem Juniorenrennen, später auch FIS- und U23-Rennen, zum Teil erreichte er durchaus vordere Platzierungen, ohne jedoch eine bestimmende Rolle in den Wettbewerben einzunehmen. Zum Ende der Saison 2005/06 durfte er nach guten Platzierungen in FIS-Rennen in Borlänge erstmals im Weltcup antreten. Er belegte den 32. Rang im Sprint. Seinen ersten größeren Erfolg feierte er als Fünftplatzierter beim Sprintrennen innerhalb der ersten Tour de Ski 2006/07. Weitere gute Platzierungen brachten ihm die Nominierung zu den Nordischen Skiweltmeisterschaften 2007 in Sapporo. Hier wurde er, für den Sprinter eher ungewöhnlich, über die 15-Kilometer-Strecke eingesetzt und wurde Neunter.
Zum Auftakt der Saison 2007/08 erreichte er im Teamweltcuprennen von Düsseldorf zusammen mit Emil Jönsson seine erste Podiumsplatzierung im Weltcup. Ein Jahr später gelang ihm vor heimischen Publikum beim Auftaktrennen der Saison 2008/09 in Gällivare über die Distanz von 15 Kilometer Freistil sein erster Weltcupsieg. Bei den Olympischen Spielen 2010 in Vancouver gewann er die Goldmedaille über 30 km Skiathlon und mit der Staffel. Bei den Nordischen Skiweltmeisterschaften 2011 in Oslo errang er im Sprint seinen ersten Weltmeistertitel und konnte in der 4 × 10-km-Staffel hinter Norwegen Silber gewinnen. Die Saison 2010/11 beendete er mit einem 29. Platz beim Sprint-Weltcup in Stockholm.
Zu Beginn der Saison 2011/12 konnte er nach einem neunten Rang im Einzel in Sjusjøen auf gleicher Strecke mit der Staffel als Dritter erneut das Podium erreichen. Kurze Zeit später blieben jedoch in Kuusamo gute Platzierungen erneut aus. Nachdem er Anfang Dezember 2011 in Gällivare das FIS-Rennen über 15 km gewonnen hatte, gelang ihm als Vierter in Davos eine Woche später auch erstmals im Weltcup wieder eine vordere Platzierung seit den Weltmeisterschaften in Oslo. Überzeugen konnte Hellner auch bei der Tour de Ski 2011/12, die er nach guten Einzelergebnissen als Gesamtzweiter abschloss.
Bei den Schwedischen Meisterschaften 2012 in Östersund gewann er die Titel im Einzel über 15 km sowie im Skiathlon über 30 km. Kurze Zeit später stand er in Nové Město na Moravě mit der Staffel als Dritter erneut auf dem Podium. In den Einzeldisziplinen wurden vordere Platzierungen rahr. Zum Saisonabschluss in Falun wurde er noch einmal Neunter. Trotz fehlender Siege wurde er am Ende in der Weltcup-Gesamtwertung der Saison 2011/12 Vierter.
In die Saison 2012/13 startete Hellner mit einem dritten Platz beim Einzelweltcup in Gällivare. Nur einen Tag später wurde er mit der Staffel zudem Zweiter. Diese Platzierung holte die Mannschaft erneut im Januar erneut in La Clusaz, nachdem Hellner zuvor die Tour de Ski 2012/13 als Fünfter beendet hatte. Nur drei Tage später verteidigte er seinen Schwedischen Meistertitel im Skiathlon bei den Nationalen Meisterschaften in Falun.
Bei den Nordischen Skiweltmeisterschaften 2013 im Val di Fiemme gewann er nach einem achten Rang im Skiathlon die Silbermedaille im Teamsprint. Ebenfalls Silber gewann er mit der Mannschaft im Staffelwettbewerb über 4 × 10 km. Im Weltcup konnte er sich nach den Weltmeisterschaften mit eher schwachen Leistungen nur im Mittelfeld platzieren und wurde so am Ende nur Neunter der Weltcup-Gesamtwertung. Zum Beginn der Saison 2013/14 errang er bei der Nordic Opening in Kuusamo den siebten Platz. Im Januar 2014 wurde er schwedischer Meister über 15 km und im Skiathlon. Beim Weltcuprennen in Toblach erreichte er den dritten Platz über 15 km klassisch. Bei den Olympischen Winterspielen 2014 in Sotschi gewann er Silber im Skiathlon und Gold mit der Staffel. Die Tour de Ski 2015 beendete er auf dem 11. Gesamtrang. Im Februar 2015 kam er in Östersund auf den dritten Platz über 15 km Freistil. Im selben Monat holte er bei den Nordischen Skiweltmeisterschaften 2015 in Falun Silber mit der Staffel. Ende Januar 2016 wurde er schwedischer Meister im Skiathlon und Zweiter über 15 km klassisch. Bei der Ski Tour Canada 2016 belegte er den zehnten Platz. Dabei errang er in Canmore den dritten Platz über 15 km Freistil und lief bei der Verfolgungsetappe in Québec die drittschnellste Zeit. Anfang April 2016 wurde er schwedischer Meister über 50 km. Zu Beginn der Saison 2016/17 belegte er bei der Weltcup-Minitour in Lillehammer den sechsten Platz. Dabei wurde er bei der Etappe über 10 km Freistil Zweiter. Bei der Tour de Ski 2016/17 kam er mit sechs Top-Zehn-Platzierungen auf den sechsten Platz. Beim folgenden Weltcup in Ulricehamn errang er den dritten Platz über 15 km Freistil und den zweiten Platz mit der Staffel. Bei den Nordischen Skiweltmeisterschaften 2017 in Lahti gewann er die Bronzemedaille mit der Staffel. Zudem belegte er den 12. Platz im 50-km-Massenstartrennen und den siebten Rang im Skiathlon. Zum Saisonende wurde er beim Weltcup-Finale in Québec Sechster. Dabei lief er bei der Abschlussverfolgungsetappe über 15 km die schnellste Zeit und erreichte den achten Platz im Distanzweltcup und den sechsten Rang im Gesamtweltcup. Bei den schwedischen Meisterschaften 2017 gewann er im Skiathlon und errang über 50 km Freistil den zweiten Platz. In der Saison 2017/18 errang er den 19. Platz beim Ruka Triple und den 13. Platz beim Weltcupfinale in Falun und erreichte damit den 26. Platz im Gesamtweltcup. Seine besten Platzierungen bei den Olympischen Winterspielen 2018 in Pyeongchang waren der achte Platz über 15 km Freistil und der vierte Rang zusammen mit Calle Halfvarsson im Teamsprint. Ende März 2018 wurde er in Skellefteå schwedischer Meister über 15 km Freistil und im 30-km-Massenstartrennen.
Im Mai 2018 verkündete Hellner sein Karriereende.

## Siege bei Weltcuprennen

### Weltcupsiege im Einzel
| Nr. | Datum             | Ort       | Disziplin                      |
| --- | ----------------- | --------- | ------------------------------ |
| 1.  | 22. November 2008 | Gällivare | 15 km Freistil Individualstart |
| 2.  | 20. November 2011 | Gällivare | 15 km Freistil Individualstart |

### Etappensiege bei Weltcuprennen
| Nr. | Datum             | Ort           | Disziplin                      | Rennen              |
| --- | ----------------- | ------------- | ------------------------------ | ------------------- |
| 1.  | 31. Dezember 2010 | Oberhof       | 3,75 km Prolog Freistil        | Tour de Ski 2010/11 |
| 2.  | 6. Januar 2013    | Val di Fiemme | 9 km Freistil Bergverfolgung 1 | Tour de Ski 2012/13 |
| 3.  | 19. März 2017     | Québec        | 15 km Freistil Verfolgung 1    | Weltcup-Finale 2017 |

### Weltcupsiege im Team
| Nr. | Datum             | Ort       | Disziplin           |
| --- | ----------------- | --------- | ------------------- |
| 1.  | 21. November 2010 | Gällivare | 4 × 10 km Staffel 1 |

## Teilnahmen an Weltmeisterschaften und Olympischen Winterspielen

### Olympische Spiele
- 2010 Vancouver: 1. Platz Staffel, 1. Platz 30 km Skiathlon, 4. Platz 15 km Freistil, 15. Platz Teamsprint Freistil, 22. Platz 50 km klassisch Massenstart
- 2014 Sotschi: 1. Platz Staffel, 2. Platz 30 km Skiathlon, 6. Platz Sprint Freistil, 10. Platz 15 km klassisch
- 2018 Pyeongchang: 4. Platz Teamsprint Freistil, 5. Platz Staffel, 8. Platz 15 km Freistil, 12. Platz 30 km Skiathlon

### Nordische Skiweltmeisterschaften
- 2007 Sapporo: 3. Platz Staffel, 8. Platz 15 km Freistil
- 2009 Liberec: 5. Platz Sprint Freistil, 6. Platz Staffel, 19. Platz 30 km Skiathlon, 27. Platz 50 km Freistil Massenstart
- 2011 Oslo: 1. Platz Sprint Freistil, 2. Platz Staffel, 6. Platz 30 km Skiathlon, 15. Platz 50 km Freistil Massenstart, 34. Platz 15 km klassisch
- 2013 Val di Fiemme: 2. Platz Staffel, 2. Platz Teamsprint Freistil, 8. Platz 30 km Skiathlon, 17. Platz 15 km Freistil, 29. Platz 50 km klassisch Massenstart
- 2015 Falun: 2. Platz Staffel, 4. Platz 15 km Freistil, 10. Platz 30 km Skiathlon
- 2017 Lahti: 3. Platz Staffel, 7. Platz 30 km Skiathlon, 12. Platz 50 km Freistil Massenstart

## Platzierungen im Weltcup

### Weltcup-Statistik
Die Tabelle zeigt die erreichten Platzierungen im Einzelnen.
- 1.–3. Platz: Anzahl der Podiumsplatzierungen
- Top 10: Anzahl der Platzierungen unter den ersten zehn
- Punkteränge: Anzahl der Platzierungen innerhalb der Punkteränge
- Starts: Anzahl gelaufener Rennen in der jeweiligen Disziplin
- Hinweis: Bei den Distanzrennen erfolgt die Einordnung gemäß FIS.

| Platzierung         | Distanzrennen a | Distanzrennen a | Distanzrennen a | Distanzrennen a | Distanzrennen a | Skiathlon Verfolgung | Sprint | Etappen- rennen b | Gesamt | Team c | Team c  |
| Platzierung         | ≤ 5 km          | ≤ 10 km         | ≤ 15 km         | ≤ 30 km         | > 30 km         | Skiathlon Verfolgung | Sprint | Etappen- rennen b | Gesamt | Sprint | Staffel |
| ------------------- | --------------- | --------------- | --------------- | --------------- | --------------- | -------------------- | ------ | ----------------- | ------ | ------ | ------- |
| 1. Platz            | 1               |                 | 2               |                 |                 | 2                    |        |                   | 5      |        | 1       |
| 2. Platz            | 2               | 1               | 1               |                 |                 | 4                    | 1      | 1                 | 10     |        | 5       |
| 3. Platz            |                 |                 | 5               |                 |                 | 4                    | 1      | 1                 | 11     | 1      | 3       |
| Top 10              | 9               | 6               | 18              | 1               | 2               | 27                   | 15     | 14                | 92     | 2      | 15      |
| Punkteränge         | 12              | 10              | 45              | 6               | 4               | 47                   | 35     | 20                | 179    | 2      | 16      |
| Starts              | 13              | 11              | 57              | 9               | 5               | 52                   | 60     | 22                | 229    | 2      | 16      |
| Stand: Karriereende |                 |                 |                 |                 |                 |                      |        |                   |        |        |         |

### Weltcup-Gesamtplatzierungen
| Saison  | Gesamt | Gesamt | Distanz | Distanz | Sprint | Sprint |
| Saison  | Punkte | Platz  | Punkte  | Platz   | Punkte | Platz  |
| ------- | ------ | ------ | ------- | ------- | ------ | ------ |
| 2006/07 | 18     | 114.   | 12      | 81.     | 6      | 73.    |
| 2007/08 | 123    | 53.    | 62      | 45.     | 61     | 41.    |
| 2008/09 | 354    | 21.    | 217     | 17.     | 73     | 35.    |
| 2009/10 | 985    | 3.     | 483     | 3.      | 182    | 15.    |
| 2010/11 | 695    | 7.     | 365     | 7.      | 158    | 15.    |
| 2011/12 | 1058   | 4.     | 536     | 8.      | 64     | 34.    |
| 2012/13 | 630    | 9.     | 358     | 11.     | 32     | 53.    |
| 2013/14 | 350    | 17.    | 187     | 15.     | 11     | 82.    |
| 2014/15 | 352    | 19.    | 256     | 14.     | –      | –      |
| 2015/16 | 251    | 30.    | 129     | 27.     | 18     | 64.    |
| 2016/17 | 815    | 6.     | 453     | 8.      | 42     | 40.    |
| 2017/18 | 283    | 26.    | 182     | 22.     | 37     | 40.    |